# ایر هامبورگ
ایر هامبورگ (به انگلیسی: Air Hamburg) یک شرکت هواپیمایی با کد یاتا HH است که در ۱۹۹۷ میلادی تأسیس شده‌است. دفتر مرکزی ایر هامبورگ در هامبورگ، آلمان واقع شده‌است و قطب این شرکت هواپیمایی در فرودگاه اوترزن قرار دارد و به ۴ مقصد، پرواز انجام می‌دهد.